# João Geraldo Kuhlmann
João Geraldo (Johann Gerhard) Kuhlmann ( * 1882 Blumenau, Santa Catarina -1958 Río de Janeiro, Río de Janeiro) fue un botánico brasileño.
Kuhlmann fue especialista en Taxonomía de Angiospermas. Y un gran recolector de material herborizado, acrecentando su acervo, reunido en un museo : Museo
Botánico Kuhlmann, creado en 1960), contribuyendo notablemente al conocimiento de la Flora Brasileña e influenciando a un gran número de investigadores, como William Rodrigues y otros. Publicó cerca de ochenta trabajos, describiendo varios nuevos géneros, especies y hasta familias, como Peridiscaceae.
En 1944 fue director del Jardín Botánico de Río de Janeiro ejerciendo ese cargo hasta 1951.

## Honores
LOs géneros Kuhlmannia J.C.Gomes, sin. de Pleonotoma y Kuhlmaniella Barroso, sin. de Dicranostyles se nombradon en su honor.

## Algunas obras
- Kuhlmann, JG; AJ Sampaio. 1928. Clinostemon, novo Gênero de Lauráceas da Amazônia. Boletim do Museu Nacional do Rio de Janeiro 4 (2):57-59
- Kuhlmann, JG. Arquivos do Serviço Florestal. 3: 4. 1950 (trabado donde describe a Peridiscaceae).

- La abreviatura «Kuhlm.» se emplea para indicar a João Geraldo Kuhlmann como autoridad en la descripción y clasificación científica de los vegetales.[1]